# EC3
Michael Hutter (18 de marzo de 1983) es un luchador profesional y actor estadounidense, que actualmente está firmando con National Wrestling Alliance (NWA) bajo el nombre de Ethan Carter III, abreviado como EC3.
Hutter ha sido tres veces Campeón Mundial al haber sido dos veces Campeón Mundial Peso Pesado de la TNA y una vez Campeón Mundial Peso Pesado de la NWA. También ha sido una vez Gran Campeón de Impact, tres veces Campeón 24/7 de la WWE, una vez Campeón en Parejas de Florida de FCW y fue el ganador de la Bound for Glory Series 2016.

## Carrera

### World Wrestling Entertainment/WWE

#### 2006-2009
El 24 de julio de 2006 Hutter apareció en las grabaciones de Heat antes de Raw, donde hizo equipo con Chris Cronus en una lucha que perdieron frente a Víscera y Charlie Haas.

#### Florida Championship Wrestling (2009-2011)
Hutter hizo su debut en la Florida Championship Wrestling (FCW) el 9 de febrero de 2009, como "Mike Hutter", siendo derrotado por Drew McIntyre.

#### 2011-2013
Durante el final de la tercera temporada de NXT, se anunció que Bateman sería parte de la cuarta temporada, con Daniel Bryan como su mentor. Hizo su debut en el ring para NXT la semana siguiente durante el estreno de la temporada, haciendo equipo con Bryan en un combate que perdieron contra Conor O'Brian y su pro Alberto Del Rio. Tuvo su primera lucha individual en NXT el 14 de diciembre, pero perdió contra Alberto Del Rio por medio de sumisión. A la semana siguiente, Bateman ganó dos retos, por puntos de inmunidad para la eliminación pero en uno de ellos llamado How Whel Do You Know Your Pro(Qué tan bien conoces a tu pro) hizo trampa junto a Daniel Bryan al acordar las respuestas y luego en un Fatal 4 Way Elimination Match todos los competidores de NXT lo apalizaron. Bateman, llegó a ser parte de los tres competidores finalistas, pero fue eliminado en el episodio del 22 de febrero de NXT por el incidente de haber hecho
trampa.
El 28 de junio hizo su regreso como novato en NXT Redemption, donde tuvo un breve paso a Heel, llevando una rivalidad con Titus O´Neil. Bateman mantuvo una relación amorosa con Maxine, comenzando un feudo con Johnny Curtis, durante esta rivalidad Bateman paso a Face y terminó su relación con Maxine, comenzando una nueva relación con Kaitlyn. Tras esto, se quedó luchando en el nuevo territorio de desarrollo, NXT. El 10 de enero hizo equipo junto con Alex Riley para enfrentarse a Kassius Ohno & Leo Kruger en un torneo para coronar a los primeros Campeones en Parejas de la NXT, pero fueron derrotados. El 17 de mayo de 2013, fue despedido de la empresa.

### Circuito independiente (2013-2018)
Poco después de su liberación, se anunció que Hutter lucharía en Absolute Intense Wrestling's Absolution VIII en su ciudad natal, Cleveland, Ohio bajo su nombre real. Hizo su debut para la promoción el 30 de junio, cuando derrotó a Tim Donst. También trabajó para Florida Underground Wrestling en mayo de 2013.
Hutter hizo su regreso para la promoción Absolute Intense Wrestling bajo su nombre de ring de TNA Ethan Carter III y se asoció con su compañero luchador de TNA DJ Z y Raymond Rowe, conocidos colectivamente como Dudes en la televisión, y derrotó a Alex Daniels, Johnny Gargano y Josh Prohibition.
Hutter haría su debut con Championship Wrestling Entertainment junto a Eric Christopher, derrotando a Nathan Vain, el 10 de abril de 2015 en Port St. Lucie, Florida.
El 28 de febrero de 2015, EC3 (con el mánager Jonny Ferrari) derrotó a Scotty Mathews en el gimnasio de Carrington Middle School en Durham, Carolina del Norte por la promoción de Hardy en OMEGA Championship Wrestling.
En mayo de 2016, Hutter hizo su debut para Evolve Wrestling nuevamente bajo su nombre de ring de TNA Ethan Carter III atacando a Johnny Gargano durante el evento principal de Evolve 61 formando una alianza con el Campeón Mundial de Peso Pesado de TNA Drew Galloway. Él y Galloway luego procedieron a atacar a los miembros de la lista de Evolve y procedieron a cortar una promoción de rodaje en WWE sobre cómo él y Galloway fueron tratados por WWE y cómo encontraron el éxito en TNA y varias otras compañías a pesar de WWE.
Hutter también luchó para House of Glory, que es propiedad de Amazing Red, donde una vez más luchó bajo su nombre EC3, y fue campeón mundial de peso pesado del HOG.
En agosto de 2016, EC3 hizo apariciones para la promoción What Culture Pro Wrestling (WCPW) del Reino Unido. 
El 16 de octubre de 2016, EC3 derrotó a Colt Cabana, Lance Hoyt y Raymond Rowe en una lucha eliminatoria de 4 vías por el título de maestro de ceremonias en el espectáculo inaugural de WrestleCircus. 
En noviembre de 2016, EC3 retuvo el título de maestro de ceremonias después de cambiar la propiedad de WrestleCircus al elegir a sus propios oponentes para el 19 y 20 de noviembre. EC3 derrotó a George "The Trashman" Gatton el 19 de noviembre y luego derrotó al locutor de ring Louden Noxious la noche siguiente.
El 17 de diciembre de 2016, EC3 derrotó a Pentagón Jr., por interferencia de George "The Trashman" Gatton, para retener el título de maestro de ceremonias de WrestleCircus.

### Total Nonstop Action Wrestling/Impact Wrestling/Global Force Wrestling
A finales de 2013, la TNA empezó a emitir varios vídeos del debut de un nuevo luchador, Ethan Carter III, el sobrino (kayfabe) de la presidenta de la empresa Dixie Carter. Hutter debutó el PPV Bound for Glory, derrotando a Norv Fernum. La semana siguiente, el 24 de octubre, hizo su debut en Impact Wrestlling, derrotando a un luchador local, Dewey Barnes. El 21 de noviembre en Impact Wrestling: Turning Point, Carter derrotó al original de la TNA Shark Boy. Desde entonces, Carter tuvo encuentros con otros jobbers anunciados como "leyendas de la TNA" como Curry Man o el árbitro Earl Hebner. En el episodio del 12 de diciembre de Impact Wrestling, Carter fue confrontado por Sting, quien le dio dos opciones: enfrentarse a él inmediatamente, o participar en la lucha Feast or Fired. Carter participó en la lucha Feast or Fired y agarró uno de los maletines. La semana siguiente en Impact Wrestling: Final Resolution, se reveló que su maletín de Feast or Fired contiene una futura oportunidad por el Campeonato Mundial en Parejas de la TNA. En el Impact Wrestling del 26 de diciembre, Ethan Carter III hizo equipo con Robbie E, Jesse Godderz y Rockstar Spud en un handicap match cubriendo a Sting en una lucha en donde hacía equipo con Jeff Hardy.

#### 2014
Carter empezó a abreviar su nombre a EC3. El 30 de enero de 2014 en Impact Wrestling, perdió junto con Magnus frente a Samoa Joe y Kurt Angle, ampliando su feudo con Angle. El 27 de febrero de 2014 en Impact Wrestling, Angle lo retó a una lucha pactada en Lockdown pero días antes de la pelea central, EC3 atacó a Angle provocándole una lesión que le impediría luchar en dicho evento. En Lockdown, EC3 lanzó un reto a cualquier contrincante a enfrentarse a él (puesto que Kurt Angle se encontraba lesionado gracias a él), a lo cual, el que accedió a su reto fue Bobby Lashley en su regreso a la lucha libre en TNA y en el Impact Wrestling del 20 de marzo del 2014, se enfrentó a Lashley en cuya pelea, quiso abandonar el encuentro pero apareció el nuevo luchador Willow atacándolo por detrás y así, descalificando la pelea entre EC3 y Lashley. Así es que tuvo un pequeño feudo contra Willow y al mismo tiempo contra Angle por lo que se pactó un combate en Sacrifice donde perdió junto a Rockstar Spud contra Willow y Angle, dando por finalizado su feudo con ambos.
Después tuvo un feudo con Bully Ray con quien se enfrentó en Slammiversary XII donde venció con la ayuda de Spud y Dixie Carter. Se empezó a agravar el feudo que tenía entre Ray y él junto a Dixie hasta que en las grabaciones del 27 de junio de Impact Wrestling (emitido el 7 de agosto), Dixie Carter fue atravesada sobre una mesa por Bully Ray y Devon. El Team Dixie se empezó a dispersar con la salida de Rhyno y Rockstar Spud quienes cambiaron a face y así empezó un feudo, esta vez con Spud. En Bound for Glory, venció a Ryota Hama. El 15 de octubre en Impact Wrestling, EC3 mostró ante todos a su guardaespaldas Tyrus.

#### 2015
EC3 reinició su feudo contra Spud después de firmar nuevamente con la empresa. En la edición del 14 de marzo de Impact Wrestling, EC3 vence a Spud en un Hair vs Hair Match. Tras el encuentro, EC3 se burló de Spud y lo atacó para luego afeitarlo, dando así por terminado su feudo.
Después de derrotar a Mr. Anderson para convertirse en el retador #1, En las grabaciones del 25 de junio de 2015 (emitido el 1 de julio de 2015), EC3 derrotó a Kurt Angle para ganar el Campeonato Mundial Peso Pesado de TNA por primera vez en su carrera. El 4 de octubre, en Bound for Glory perdió el Campeonato Mundial Peso Pesado de TNA ante Matt Hardy en una lucha donde también participó Drew Galloway.
Posteriormente, lanzó una demanda contra Matt Hardy, debido a que su victoria fue gracias a la intervención de Jeff Hardy, lo que causó que el título mundial de TNA quedara vacante. Se organizó un torneo "TNA World Title Series" para coronar al nuevo Campeón Mundial, donde EC3 llegó a la final donde se enfrentaría nuevamente a Matt Hardy.

#### 2016
La final se disputó el 6 de enero de 2016 en Impact, donde EC3 se coronó campeón por segunda vez. Perdió el campeonato dos semanas después ante Matt Hardy, en un Last Man Standing, debido a la traición de su guardaespaldas Tyrus.
De allí en adelante EC3 se volvió face, y empezó un feudo con Mike Bennett. El 26 de abril ganó Mike por pinfall, acabando así con su racha de victorias. En junio de 2016 iniciaría un feudo con Drew Galloway siendo pactada una pelea callejera para Destination X la cual no se llevó a cabo debido a que terminaron siendo separados por los miembros del STAFF de Impact. Tras su victoria en las eliminatorias de Bound for Glory, Galoway intentaría hacer fracasar a EC3 fallando en todos sus intentos. El feudo concluyó en Turning Point, en un combate donde el ganador estaría en el evento principal de Bound for Glory donde se haría la participación de Aron Rex como referí especial, derrotando a Galloway. Semanas más tarde, derrotó a Galloway, ganando el Gran Campeonato de Impact. Tras esto, comenzó una rivalidad con Matt Sydal. El 25 de enero en Impact, fue derrotado por Sydal, perdiendo el título.
El 15 de marzo en Impact, participó del Feast or Fired donde logró obtener uno de los maletines. El 22 de marzo en Impact, se revelaron los maletines entre los ganadores (Eli Drake, Moose, Petey Williams y EC3) siendo él el despedido. Tras esto, atacó a Jeremy Borash pero Brian Cage salió en su defensa, siendo esta su última aparición en Impact Wrestling.

### Regreso a WWE (2018-2020)
El 18 de enero, se anunció el contrato de Carter con WWE. En NXT TakeOver: Philadelphia, apareció entre el público, recibiendo una gran ovación. Tras bastidores realizó una entrevista, aclarando su contratación y su nombre siendo acortado a EC3. El 28 de marzo en NXT, hizo su regreso como EC3 presentándose con William Regal y anunciando su debut en NXT TakeOver: New Orleans como primer participante del inaugural Campeonato Norteamericano de NXT.
El 3 de octubre en NXT, EC3 se enfrentó a Lars Sullivan, siendo derrotado. Luego comenzó una enemistad con la era indiscutible después de derrotar a Adam Cole. El 24 de octubre en NXT, fue atacado por The Undisputed Era después, donde se lesionó la rodilla. El 9 de enero en NXT, EC3 fue derrotado por Adam Cole en lo que sería su último partido de NXT.
El 17 de diciembre de 2018, se anunció que EC3 debutaría en el plantel principal. Durante las siguientes semanas, fue visto durante segmentos detrás del escenario de Raw y SmackDown Live, antes de hacer su debut oficial en el episodio del 4 de febrero de 2019 de Raw, apareciendo en el segmento de entrevistas de Alexa Bliss A Moment of Bliss. Durante el segmento, EC3 fue interrumpido por Dean Ambrose, lo que llevó a un combate que ganó EC3. La semana siguiente en Raw, compitieron en una revancha, que Ambrose ganó. Después de su corto feudo con Ambrose, EC3 estaría fuera de Raw durante los meses siguientes, y fue relegado a Main Event, un programa secundario grabado antes de Raw, como jobber. En el pre-show de WrestleMania 35 el 7 de abril, EC3 compitió en el André the Giant Memorial Battle Royal, pero no pudo ganar el combate.
EC3 fue transferido a la marca Raw como parte del Superstar Shake-up. En un dark match antes del episodio del 9 de abril de SmackDown, EC3 fue manejado por Drake Maverick (Rockstar Spud en TNA), recreando su asociación en TNA. Sin embargo, se informó que a Vince McMahon no le gustó el combate, por lo que la asociación no se llevó a la televisión. Después de eso, fue utilizado principalmente en papeles cómicos, incluido el grupo de luchadores que compitieron por el Campeonato 24/7 de WWE. EC3 compitió en la battle royal de 51 hombres en Super ShowDown el 7 de junio, su única aparición en la cartelera de eventos de pago por visión del año, pero fue el primer competidor eliminado y el combate fue finalmente ganado por Mansoor. En el episodio del 24 de junio de Raw, EC3 cubrió al Campeón 24/7 Cedric Alexander, para reclamar su primer campeonato dentro de la compañía, pero rápidamente lo perdió ante R-Truth segundos después luego de una distracción de Carmella. EC3 ganaría el Campeonato 24/7 tres veces más en septiembre, intercambiándolo con R-Truth en varios house shows, convirtiéndose en cuatro veces campeón. En el episodio del 23 de septiembre de Raw, EC3 fue rápidamente derrotado por Rusev en un squash match. La semana siguiente, en la edición del 3 de octubre de Main Event, EC3 y Eric Young lucharon contra Lucha House Party, siendo derrotados. Esta sería la última aparición de EC3 en WWE. En noviembre, se informó que EC3 resultó lesionado con una conmoción cerebral. El 15 de abril de 2020, EC3 fue liberado de su contrato con la WWE como parte de los recortes presupuestarios derivados de la pandemia de COVID-19.

### Regreso a Impact Wrestling (2020)
El 18 de julio de 2020, EC3 hizo su regreso en Slammiversary al final del programa en una promoción pregrabada con una nueva apariencia y actitud. En el episodio del 21 de julio de Impact, hizo su regreso al ring cuando atacó al autoproclamado Campeón Mundial Peso Pesado de TNA, Moose, estableciéndose como una cara en el proceso.

### Ring of Honor Wrestling (2020-2021)
En el episodio del 19 de octubre de ROH Television, EC3 hizo su debut para la promoción haciendo una promoción en el ring. Posteriormente, Shane Taylor y SOS (Soldiers of Savagery) lo confrontaron en el backstage donde lo desafiaron a él y a The Briscoes a un combate que aceptaron.

### Regreso al circuito independiente (2020-presente)
El 29 de agosto participó en la Exposición de Lucha Libre Independiente del Día 2 derrotando a Black Taurus en North Richland Hills, Texas. También fue parte del Turbo Graps 16 Day 2 de Black Label Pro el 3 de octubre derrotando a Travis Titan.
En Free The Narrative 2: The Monsters In Us All, fue derrotado por Adam Scherr.

### Control Your Narrative (2021-2022)
El 17 de febrero de 2022, Carter junto con Adam Scherr anunciaron la formación de su propia promoción de lucha libre, CYN (Control Your Narrative). La compañía está programada para comenzar las grabaciones de su inminente contrato de televisión en marzo. Inspirándose en Fight Club, la promoción contará con talentos que reservan sus propias historias de una manera que se asemeja a las primeras etapas del "Proyecto: Mayhem" de Fight Club.

### National Wrestling Alliance (2022-presente)
En NWA Nuff Said, se anunció que firmó un contrato con NWA. Más tarde esa noche, EC3 obtuvo una victoria por sumisión sobre Kevin Kiley y el ex Alex Riley. En el episodio del 14 de febrero de 2023 de NWA Powerr, EC3 aparece para aplaudir la victoria del Campeón Mundial Peso Pesado de la NWA Tyrus sobre Rolando Freeman, acompañado por BLK Jeez. La semana siguiente, el locutor principal Joe Galli entrevistó a EC3 y BLK Jeez sobre lo que sucedió, aunque EC3 simplemente declaró que sólo estaba "controlando su narrativa". Más tarde desafió a Cyon por el Campeonato Nacional de la NWA en NWA 312, que luego se haría oficial. En NWA 312 el 7 de abril, EC3 derrotó a Cyon para ganar el Campeonato Nacional de Peso Pesado de la NWA. En el episodio del 2 de mayo de Powerrr, EC3 defendió con éxito su título en su primera defensa del título contra Carnage. EC3 defendió con éxito el Campeonato Nacional NWA en ambas noches de la Copa Crockett contra Silas Mason y el Campeón Mundial de Televisión de la NWA Thom Latimer.
Después de defender exitosamente el título contra “Thrillbilly” Silas Mason, EC3 dejó caer el título en el ring, renunciándolo oficialmente para desafiar a Tyrus por el Campeonato Mundial Peso Pesado de la NWA en el NWA 75th Anniversary Show. El 27 de agosto en NWA 75, EC3 derrotó a Tyrus en un combate de cuerda para convertirse en el Campeón Mundial de Peso Pesado de la NWA. En el episodio del 26 de septiembre de Powerrr, EC3 defendió con éxito su título en su primera defensa contra Jay Bradley. El 28 de octubre en NWA Samhain, EC3 defendió con éxito el Campeonato Mundial Peso Pesado de la NWA contra Thom Latimer. En el episodio del 14 de noviembre de Powerrr, EC3 defendió con éxito su título contra Talos.
En el episodio de NWA Powerrr emitido el 14 de mayo, EC3 aceptó el reto de Sam Adonis por el Campeonato Mundial Peso Pesado de NWA para el evento Crockett Cup.

### Ohio Valley Wrestling (2023-presente)
El 7 de enero de 2023 en Nightmare Rumble 2023, EC3 hizo su debut en OVW al participar en el Nightmare Rumble 2023 por el Campeonato Nacional Peso Pesado de OVW, que fue ganado por Jessie Godderz. En el episodio del 26 de mayo de OVW, EC3 fue derrotado por Crixus por el vacante Campeonato de peso pesado de Kentucky de OVW.
El 21 de noviembre de 2023 en OVW Thanksgiving Thunder, EC3 derrotó a Jessie Godderz para ganar el Campeonato Nacional de Peso Pesado de OVW.

## En lucha
- Movimientos finales
  - Deviant (Airplane spin)[32] – circuito independiente
  - One Percenter (TNA)[33][34] / Man-Tastic (FCW)[35] / Sweet Meat Sizzler (NXT)[36] (Headlock driver)[37]

- Movimientos de firma
  - Belly to back suplex[38]
  - Double high knee al pecho de un oponente en una esquina[39]
  - Leaping clothesline, ocasionalmente a un oponente en una esquina[40]
  - Flapjack[41]
  - Front facelock STO
  - Múltiples variaciones de dropkicks
    - Corner[40]
    - Missile,[40] a veces desde la cima del esquinero[42]
    - Standing[40]

  - Northern Lights suplex[43]
  - Running corkscrew neckbreaker[41]
  - Running crossbody[43]
  - Running forearm smash[41]
  - Russian legsweep[38]
  - Suicide dive[44]

- Managers
  - Daniel Bryan
  - Kaitlyn
  - Tyrus
- Luchadores dirigidos
  - Darren Young[45]
  - Kaitlyn[46]

- Apodos
  - "The Deviant"
  - "BetaMax"[47] — con Maxine
  - "KaitMan"[48] — con Kaitlyn
  - "EC3"
  - "The One Percent"

## Campeonatos y logros
- Absolute Intense Wrestling/AIW

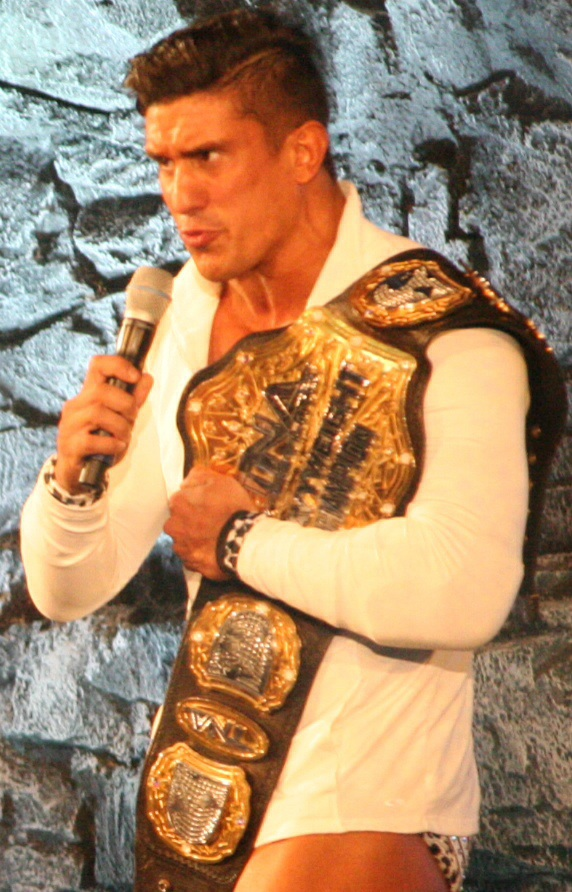
EC3 como Campeón Mundial Peso Pesado de TNA.

  - AIW Absolute Championship (1 vez)

- Atomic Revolutionary Wrestling/ARW
  - ARW Heavyweight Championship (1 vez, actual)[49]

- Firestorm Pro Wrestling/FPW
  - FPW Heavyweight Championship (1 vez)[50]

- Florida Championship Wrestling/FCW
  - FCW Florida Tag Team Championship (1 vez) – con Johnny Curtis

- House of Glory/HOG
  - HOG World Heavyweight Championship (1 vez)[51]

- National Wrestling Alliance/NWA
  - NWA World Heavyweight Championship (1 vez)
  - NWA National Heavyweight Championship (1 vez)[52]

- Ohio Valley Wrestling/OVW
  - OVW National Heavyweight Championship (1 vez, actual)[53]

- Premier Streaming Network Wrestling
  - Premier Men's Championship (1 vez)

- Total Nonstop Action Wrestling/TNA
  - TNA World Heavyweight Championship (2 veces)
  - TNA Impact Grand Championship (1 vez)
  - Bound for Glory Series (2016)

- World Wrestling Entertainment/WWE
  - WWE 24/7 Championship (4 veces)

- WrestleCircus
  - WC Ringmaster Championship (1 vez)[54]

- Pro Wrestling Illustrated
  - Situado en el N°380 en los PWI 500 de 2010[55]
  - Situado en el N°213 en los PWI 500 de 2011[56]
  - Situado en el N°140 en los PWI 500 de 2012
  - Situado en el N°50 en los PWI 500 de 2014
  - Situado en el N°30 en los PWI 500 de 2015
  - Situado en el N°20 en los PWI 500 de 2016
  - Situado en el N°36 en los PWI 500 de 2017
  - Situado en el N°83 en los PWI 500 de 2018
  - Situado en el N°225 en los PWI 500 de 2019
  - Situado en el N°141 en los PWI 500 de 2021

- Wrestling Observer Newsletter
  - Lucha 5 estrellas (2018) vs. Adam Cole vs. Killian Dain vs. Ricochet vs. Lars Sullivan vs. Velveteen Dream en NXT TakeOver: New Orleans el 7 de abril